# Acanthodactylus nilsoni
Acanthodactylus nilsoni är en ödleart som beskrevs av  Rastegar-pouyani 1998. Acanthodactylus nilsoni ingår i släktet fransfingerödlor, och familjen lacertider. IUCN kategoriserar arten globalt som otillräckligt studerad. Inga underarter finns listade i Catalogue of Life.